# Aonidia banksiae
Aonidia banksiae är en insektsart som beskrevs av Fuller 1897. Aonidia banksiae ingår i släktet Aonidia och familjen pansarsköldlöss. Inga underarter finns listade i Catalogue of Life.